# Banksia carlinoides
Banksia carlinoides es una especie de arbusto perteneciente a la familia de las proteáceas que es un endemismo de Western Australia. 
Era conocida como Dryandra carlinoides hasta 2007, cuando especies de Dryandra fueron trasladadas a Banksia por Austin Mast y Kevin Thiele.

## Taxonomía
Banksia carlinoides fue descrita por (Meisn.) A.R.Mast & K.R.Thiele y publicado en Australian Systematic Botany 20: 66. 2007.
Etimología
Banksia: nombre genérico que fue otorgado en honor del botánico inglés Sir Joseph Banks, quien colectó el primer espécimen de Banksia en 1770, durante la primera expedición de James Cook.
carlinoides: epíteto latino  que significa "como Carlina"
Sinonimia
- Dryandra carlinoides